# Георги Илиев (политик)
Георги Илиев е български политик и предприемач, бивш кмет на Слатина (район), член на Националния съвет и на Изпълнителния съвет на „Да, България!“. Освен политическата дейност, той развива и бизнес в областта на рекламата от 1994 г. и международната търговия от 2000 г. Съдружник е в компании в няколко държави от ЕС, занимаващи се предимно с материална реклама, търговия и производство на безалкохолни напитки, бира и вино.

## Биография
Георги Пламенов Илиев е роден в София на 18 май 1974 година. Бакалавър е по търговия е от Делхийски университет, завършил е семестриално Master of Business Administration в Нов български университет. Офицер е от резерва. Има трима сина и една дъщеря.

## Обществена и политическа дейност
Политическата кариера на Георги Илиев започва като граждански активист през 2013 година, когато, по време на Протести срещу кабинета „Орешарски“, създава и участва в ред инициативи и организации като „Кафе пред Парламента“, „Палатков лагер“, „Протестна мрежа“, Читалището, и други. По този повод той казва: „Всичко, което правя като бизнес е безсмислено, ако България е затънала в корупция и е завладяна от мафия, която дори не се срамува да парадира с властта си.“
През 2015 година Георги Илиев става част от инициативния комитет „Гласувай без граници“, който провежда независима кампания в подкрепа на възможността за електронно гласуване на проведения Референдум за дистанционното гласуване в България (2015)– завършила с успех.
През 2015 година става и част от инициативата „Правосъдие за всеки“, която защитава каузата за необходимостта от дълбока съдебна реформа.
През 2016 г. става активен член на инициативен комитет, оглавен от Христо Иванов, Мануела Малеева и Кристиан Таков, който си поставя за цел за учреди нова политическа партия с основна мисия съдебна реформа и демонтиране на корупционния модел на управление на страната на име „Да, България!“. През 2017, в деня на самото учредяване, той е избран за Председател на Националната контролна комисия на партията с тригодишен мандат. През същата година става и учредител на местната организация на „Да, България“ в район Слатина. Участва активно в кампании, в изготвянето на материали, в подготовката на зали, озвучаването, логистиката и живите предавания.
През 2018 става член и на Изпълнителния съвет на „Да, България!“.
През 2019 е издигнат от Демократична България и е избран за кмет на столичния Слатина (район) на Местните избори 2019. Управлението му се откроява с превърналите се в емблема дневни отчети, с които Георги Илиев отброява дните си в служба на гражданите и отчита своята работа. През Местните избори 2023 е преизбран за кмет на район Слатина, издигнат от "Да, България".
През 2025 година, ден 308 от втория му кметски мандат, ОИК взима решение Илиев да бъде отстранен като кмет на район Слатина, поради конфликт на интереси, свързан с участието му във фирма. Преизбран е в последвалите частични избори на 15 юни с 78.93% от вота.